# إرفنغ غوفمان
إيرفينغ غوفمان (بالإنجليزية: Erving Goffman) (11 يونيو 1922-19 نوفمبر 1982) هو عالم اجتماع وعالم نفس اجتماعي وكاتب ولد في كندا، ويعتبره البعض «أكثر علماء الاجتماع الأمريكيين تأثيرًا في القرن العشرين». احتل في عام 2007 المرتبة السادسة في دليل التايمز للتعليم العالي بين مؤلفي الإنسانيات والعلوم الاجتماعية، بعد أنتوني غيدنز وبيير بورديو وميشال فوكو، وتقدم على يورغن هابرماس.
كان غوفمان الرئيس الثالث والسبعون للجمعية الأميركية لعلم الاجتماع. تعتبر دراسته عن نظرية التفاعل الرمزي أفضل إسهاماته في مجال النظريات الاجتماعية. اتخذت دراسته شكل تحليل اجتماعي، وبدأت بكتابه لعام 1956 «تصوير النفس في الحياة اليومية». تتضمن أعمال غوفمان الرئيسية الأخرى «ملاذات» في عام 1961، و«وصمة عار» في عام 1963، و«طقوس التفاعل» في عام 1967، و«تحليل الإطار» في عام 1974، و«أشكال الكلام» في عام 1981. تضمنت مجالات دراسته علم اجتماع الحياة اليومية والتفاعل الاجتماعي، وبناء النفس الاجتماعي، والتنظيم الاجتماعي للتجربة (التأطير)، وعوامل معينة من الحياة الاجتماعية مثل المؤسسات الكلية ووصمات العار.

## حياته
وُلد غوفمان في 11 يونيو عام 1922 في مانفيل، ألبرتا، كندا، والده ماكس غوفمان، ووالدته آن غوفمان، آفيربا قبل زواجها. ينتمي إلى عائلة أوكرانية يهودية هاجرت إلى كندا في أواخر القرن العشرين. كان لديه أخت أكبر منه تدعى فرانسيز بي أصبحت ممثلة. انتقلت العائلة إلى دوفين، مانيتوبا، حيث كان والده خياطًا ناجحًا.
قصد غوفمان مدرسة القديس جون الثانوية التقنية منذ عام 1937 في وينيبيغ حيث انتقلت عائلته في العام نفسه. قصد جامعة مانيتوبا في عام 1939 ليختص في الكيمياء. أوقف دراسته وانتقل إلى أوتاوا ليعمل في مجال صناعة الأفلام لصالح المجلس الوطني الكندي للأفلام الذي أسسه جون غريرسون. واهتم لاحقًا بعلم الاجتماع، وأثناء ذلك الوقت، التقى بعالم الاجتماع الشهير من شمال أميركا دينيس رونغ. حفز لقاؤهما غوفمان على ترك جامعة مانيتوبا والتسجيل في جامعة تورنتو حيث درس تحت إشراف تشارلز وليام ميرتون هارت وراي بيردويستل، وتخرج في عام 1945 بدرجة بكالوريوس في علم الاجتماع وعلم الإنسان. انتقل لاحقًا إلى جامعة شيكاغو حيث حصل على شهادة الماجستير عام 1949 والدكتوراه عام 1953 في علم الاجتماع. ولينهي أطروحة الدكتوراه عاش وجمع بيانات تخص الأعراق البشرية على جزيرة أونست التابعة لجزر شتلاند بين شهري ديسمبر من عام 1949 ومايو عام 1951.
تزوج غوفمان من أنجيليكا تشوت في عام 1952، وولد ابنه توماس عام 1953. عانت أنجيليكا من مرض ذهني وماتت منتحرة عام 1964. بعيدًا عن مهنته الأكاديمية، عرف غوفمان باهتمامه ونجاحه النسبي في سوق الأسهم وفي المقامرة. وفي مرحلة ما، سعيًا وراء اهتماماته والدراسات الإثنوغرافية أصبح مديرًا لملهى ليلي في أحد ملاهي لاس فيغاس.
تزوج غوفمان من عالمة اللسانيات الاجتماعية جيليان سانكوف في عام 1981. بعد ذلك بعام ولدت ابنتهما أليس. عام 1982، مات غوفمان في فيلادلفيا، بنسلفانيا في التاسع عشر من نوفمبر بسبب سرطان المعدة. ابنته أليس غوفمان عالمة اجتماعية أيضًا.

## حياته المهنية
ألهم غوفمان البحث الذي أجراه في أونست ليكتب عمله الرئيسي الأول وهو «تصوير النفس في الحياة اليومية» في عام 1956. بعد تخرجه من جامعة شيكاغو عام 1954-1957 عمل كمساعد للمدير الرياضي في المعهد الوطني للصحة العقلية في بيثيسدا، ماري لاند. دفعته ملاحظة المشاركين لكتابة مقالة عن الصحة العقلية، وساهمت مجموعة من المؤسسات في تشكيل كتابه الثاني «ملاذات: مقالات عن الوضع الاجتماعي للمرضى العقليين وغيرهم من النزلاء».
في عام 1958 أصبح غوفمان عضوًا في الهيئة التدريسية في قسم علم الاجتماع في جامعة كاليفورنيا، بركلي أولًا كبروفيسور زائر، ثم بروفيسور بدوام كامل بدءًا من عام 1962. انتقل إلى جامعة بنسلفانيا في عام 1968، وتلقى كرسي بنجامين فرانكلين في علم الاجتماع وعلم الإنسان ويعود الفضل في ذلك بشكل كبير إلى جهود ديل هايمز، وهو بروفيسور سابق في بركلي. في عام 1969، أصبح زميلًا في الأكاديمية الأميركية للعلوم والفنون. عام 1970، أصبح غوفمان أحد مؤسسي الجمعية الأميركية لإبطال الاستشفاء العقلي اللاإرادي وشارك في تأليف بيان المنبر. في عام 1971، نشر «علاقات علنية» ربط فيه العديد من أفكاره عن الحياة اليومية من منظور اجتماعي منطقي. نشر كتابًا آخر مهمًا له وهو «تحليل الإطار» عام 1974. حصل على زمالة غوغنهايم لعامي 1977 و1978. في عام 1979، حصد غوفمان جائزة «كولي ميد» للمنح الدراسية المميزة من قسم علم الاجتماع النفسي التابع للجمعية الأميركية لعلم الاجتماع. انتخب لمنصب الرئيس الثالث والسبعين للجمعية الأميركية لعلم الاجتماع بين عامي 1981 و1982، وعلى أي حال، كان غير قادر على إلقاء الخطاب الرئاسي شخصيًا بسبب تفاقم حالته الصحية.

## التأثير والإرث
تأثر غوفمان بهربرت بلامر، وإميل دوركايم، وسيغموند فرويد، وإيرفيت هيوز، وألفريد رادكليف-براون، وتالكوت بارسونز، وألفريد شوتز، وجورج سيمل، ووليام لويد وارنر. كان هيوز «الأكثر تأثيرًا بين معلميه»، وفقًا لتوم بارنز. صرح غاري آلان وفيليب مانينغ بأن غوفمان لم يدخل في حوار جاد مع المنظرين الآخرين. ورغم ذلك أثرت أعماله وناقشها العديد من علماء الاجتماع المعاصرين، بمن فيهم أنتوني غيدنز، ويورغن هابرماس، وبيير بورديو. على الرغم من ارتباط غوفمان غالبًا بمدرسة التفاعل الرمزي للفكر الاجتماعي، لكنه لم ير نفسه كممثل لها، ولذلك خلص فاين ومانينغ إلى أنه «لا يتلاءم بسهولة مع مدرسة معينة من مدارس الفكر الاجتماعي»، وأفكاره أيضًا «يصعب اختزالها إلى عدد من الأفكار الرئيسية»؛ يمكن وصف أعماله بصورة عامة بأنها تطوير «علم اجتماع مقارن ونوعي يهدف إلى إنتاج تعميمات للسلوك البشري».
حقق غوفمان تقدما كبيرًا في دراسة التفاعل المباشر وجهًا لوجه، ووضع «النموذج المسرحي» للتفاعل الإنساني، وطور العديد من المفاهيم التي كان لها تأثير هائل بشكل خاص في مجال علم الاجتماع الجزئي للحياة اليومية. اهتمت العديد من أعماله بتنظيم السلوك اليومي، وهو مفهوم أطلق عليه اسم «ترتيب التفاعل». ساهم أيضًا في المفهوم الاجتماعي للتأطير (تحليل الإطار)، وفي نظرية الألعاب (مفهوم التفاعل الاستراتيجي)، وفي دراسة التفاعلات واللسانيات. وقال في ما يتعلق بالنقطة الأخيرة إنه يجب النظر إلى فعل التحدث كفعل اجتماعي وليس بناءً لغويًا. استخدم غوفمان من المنظور المنهجي في الغالب مقاربات نوعية، على وجه التحديد الإثنوغرافية، واشتهرت بذلك دراسته للجوانب الاجتماعية للاضطراب النفسي، وبشكل خاص عمل المؤسسات المتكاملة. بشكل عام، تأخذ مساهماته قيمتها لكونها محاولة لإنشاء نظرية تشكل جسرًا يربط بين الوكالة والبناء - لتعميم البناء الاجتماعي، والتفاعل الرمزي، وتحليل المحادثة، والدراسات الإثنوغرافية ودراسة أهمية التفاعلات الفردية. امتد تأثيره إلى ما هو أبعد من علم الاجتماع: على سبيل المثال، قدم عمله افتراضات الكثير من الأبحاث الحالية عن اللغة والتفاعل الاجتماعي في مجال التواصل.
تعرف إدارة الانطباع بمحاولة شخص ما إظهار صورة مقبولة لمن حوله بشكل لفظي أو غير لفظي. يعتمد هذا التعريف على فكرة غوفمان أن الفرد يرى نفسه كما يراه الآخرون، لذلك يحاول في داخله أن يرى نفسه كمراقب خارجي. يكرس غوفمان هذا العمل أيضًا ليكتشف الطرق الماكرة التي يقدم بها البشر صورًا مقبولة عن طريق إخفاء المعلومات التي قد تتعارض مع صور مواقف معينة مثل إخفاء الوشوم عند التقديم على عمل يكون فيها الوشم أمرًا غير لائق، أو إخفاء هوس غريب مثل جمع أو التفاعل مع الدمى الذي قد يراه المجتمع برمته أمرًا غير طبيعي.

## روابط خارجية
- إرفنغ غوفمان على موقع الموسوعة البريطانية (الإنجليزية)
- إرفنغ غوفمان على موقع إن إن دي بي (الإنجليزية)